# 茉莉花官吏伝
『茉莉花官吏伝』（まつりかかんりでん）は、石田リンネによる日本のライトノベル。ビーズログ文庫 (KAKOKAWA) より2017年7月より刊行されている。『月刊プリンセス』（秋田書店）にて2018年9月号から高瀬わかによるコミカライズが連載されている。2025年4月時点で電子版を含めたシリーズ累計部数は213万部を突破している。 
また、スピンオフ『十三歳の誕生日、皇后になりました。』 がビーズログ文庫に（同）て2018年10月から2024年10月まで刊行された。このスピンオフも『月刊プリンセス』（同）にて2020年3月から青井みとによるコミカライズが連載されている。

## あらすじ
平民として白楼国に生まれた茉莉花。そんな茉莉花には「物覚えがいい」というちょっとした特技があった。縁あって後宮で宮女として働くことになった茉莉花はとある事件で官位を持つ女官となる。
ある時、女官長の指示で名家の子息とのお見合い練習の練習相手の代役を務めることに。しかしその場に現れたのは令息本人ではなく、白楼国の皇帝珀陽だった。お見合い練習中に起きた引ったくり事件をきっかけに茉莉花の特技を気に入った珀陽は茉莉花を官吏にすることを決める。
官吏となった茉莉花は次から次へと出される課題をこなし、優しくて押しの強い珀陽の側に行くため東奔西走することになる。

## 登場人物
声の項はオーディオドラマ版の声優。

### 主要人物
晧 茉莉花（こう・まつりか）
声 - 高橋李依
本作の主人公。16歳。亜麻色の髪に紫色の瞳。平民の生まれで14歳の時に官位のない後宮の宮女となったが、とある事件で手柄を立て翌年正八品という官位を持つ女官に異例の昇格をした。人より「ちょっと物覚えがいい」という特技がある。茉莉花自身は自分の能力を「ちょっと物覚えがいい」と認識しているが実際は一回見聞きしたものは一度で覚え、忘れることもない。皇帝である珀陽に才能を見初められるきっかけとなったお見合い練習中に起きたひったくり事件では、犯人の特徴を細かに覚えており犯人逮捕に貢献する。その後に珀陽から褒賞として、幼い男子の基礎教養の一つである四書を貰うことになりこれをきっかけに官吏への道を歩むこととなる。科挙試験では第二位の榜眼で合格し官吏となった。
優しく穏やかで気遣いのできる性格だが自己評価が低く、自信のなさから「私は～できるだけ。」と予防線を張っていた。幼い頃から物覚えがよかったため周囲から天才と持てはやされたが、物覚えがいい以上に昇華することができず落胆され、周囲の目を気にしたり、物事に本気で取り組むことに恐れを感じたりするようになった。女官として働いていた際には周りから浮かないように手を抜いて仕事をしており、官吏になってすぐもその性格が影響し周囲から浮かないように行動していた。珀陽にそのことを指摘され考えを改めるようになる。
珀陽からの特別扱いを自覚しており、他の新人官吏から離れて行動できる赤奏国の皇帝暁月の接待や、危険な赤奏国での宰相補佐という仮の役職で上司として指示を出したり、州牧補佐の死亡事件のあった治安の悪い湖州の州牧補佐に任命され事件を追ったり、通常の新人官吏では得ることが出来ない経験を通して成長し出世への道を邁進している。
赤奏国で宰相補佐という役を担うには若すぎるという難点があったが、海成の「晧茉莉花は三十代」という嘘により複雑な思いをしながらも物事を円滑に運べるようになり心ならずも感謝していた。
叉羅国では叉羅国という国を理解するためにアクヒット家で下働きをしながら叉羅の人たちの表情や行動などを記憶して真似し、叉羅国で生まれ育った「ジャスミン」という設定を作り上げた。子星は「完璧に再現すること」が茉莉花にとっての理解であり、白楼国に戻ってきたら叉羅国民視点で土産話が聞けると楽しみにしていた。叉羅国語についてはラーナシュと勉強し始めて2日で日常会話が可能になっていた。
その後のバシュルク国への潜入でも「ジャスミン」の設定を使っており、赤奏国の暁月や叉羅国のラーナシュやシヴァンの手を借りて「ジャスミン・ラクテス」という戸籍や経歴など入念に作り込まれている。
潜入前に珀陽から教わった信仰もどきをバシュルク国で試すと、もどきではなく本当の信仰になってしまい「軍事顧問官の神」となってしまった。その為帰国を決めた茉莉花をアシナは監禁しようとしたが、イルとラーナシュにより助けられることになり、子星と同じく逃げるように潜入先から脱出することに。
自他ともに認める特技は曖昧に笑ってごまかすこと。
茉莉花の経歴は白楼国の上層部によって情報操作されており、"官位を持つ優秀な女官の茉莉花は後宮だけでなく礼部でも手伝いをしており、珀陽からの支援を得て科挙試験を受け現在は官吏として働いている"ということになっている。
珀陽（はくよう）
声 - 島﨑信長
知力と武力に優れた若き白楼国の皇帝。18歳。白金の髪に金色の瞳。白虎神獣の加護を得ており、白虎の姿になることができる。茉莉花の才能に気づき官吏になるよう薦めた張本人。天才の話を理解し、気持ちを理解することができる天才である。暁月から「一石二鳥は絶対に狙う嫌なやつ」と言われているが、しばしば一石が四鳥にも五鳥にもなっている。
過去皇子であった珀陽は力のある後ろ盾を持たず、皇籍を捨て臣下として生きる道を選び、文官登用の科挙試験と武官登用の武科挙試験の両方に合格してしまう。その後突然当時の皇帝が崩御。3歳という幼すぎる皇太子の代わりに皇帝となったのが珀陽である。皇太子が成人するまでの期間限定の皇帝であり、皇太子が成長し万が一昏君になったとしても国を支えられるように優秀な人材を集めていた。茉莉花が翔景からプロポーズされているところを聞いてしまい焦って茉莉花に告白してしまう程度には恋に関して年相応であり、叉羅国での茉莉花の様子がまとめられたラーナシュからの"善意の塊"な手紙を読み気分が下がっていたところに、茉莉花からの贈り物に気づき下がりきった気分が一気に上を向いていた。茉莉花から言われるまで茉莉花の気持ちにはまったく気づいておらず、紆余曲折あったのちに好きな人は珀陽だと言われかなり混乱していた。
茉莉花に対して出会った当初からかなり期待を寄せており、茉莉花の才能を生かすためにどのように使おうか悩んでいた。
鉦 春雪（しょう・しゅんせつ）
茉莉花の太学での学友であり世話係、後に官吏でも同期となる。女の子よりかわいい顔をしている。茉莉花から慕われており何かある度に頼られているが、珀陽と親しい茉莉花を無碍にはできず"出世のため"と言いつつ世話を焼いている。茉莉花と出会った当初は、周囲に線を引いて本気を出さない茉莉花の被害者面に腹を立て、茉莉花の部屋を荒らしたり、私物を池に捨てたりと茉莉花に対する当たりはかなり強かった。その後子星との勉強会を通して茉莉花とは和解してはいるが、茉莉花の抜けている発言に対して度々苛立ちを見せている。茉莉花を「化けもの」と呼んだ最初の人物。珀陽が茉莉花に好意を寄せていることに早い段階から気づいており、そのせいもあって珀陽と関わりを持ちたくないと思っていたが珀陽からは"茉莉花の友人"と認識されているため城内で"偶然"遭遇することになる。珀陽や子星から茉莉花への伝言役として使われることもしばしば。
芳 子星（ほう・しせい）
珀陽の側近で禁色を与えられた文官。科挙試験で首席である状元で合格した天才。適性があって給料が良いからという理由で文官になった。本気を出すと決めた茉莉花に、特殊な能力を持ちながらも科挙試験のための勉強経験のない茉莉花を導くことができるとしたら私かなと思っていた、と二つ返事で茉莉花の家庭教師役を引き受けた。茉莉花のことを教え子の中でも優秀すぎる人と評価している。官吏になる前は科挙試験の勉強の傍ら珀陽の家庭教師をしていたため、皇帝となった珀陽に対していまだに先生のように叱ることが度々ある。茉莉花に子星の考え方を聞かれた際、「難題があっても答えだけがわかってしまう」と答えている。とある国への潜入中に随分と気に入られてしまい「ぜひ宰相に」とスカウトされ慌てて逃げ帰った過去を持つ。
黎 天河（れい・てんが）
珀陽の側近で禁色を与えられた武官。禁軍の将軍となった者も多い武人一家生まれで跡取り息子。嘘がつけない真面目な性格。赤奏国では子星より嘘をつく練習をするという課題を出され、"茉莉花と一番親しい男性"を装ったが結果は振るわなかった。茉莉花の能力を認めており、湖州にて策を練る茉莉花に対し「禁軍の軍師に」と言うほどである。ただこの発言は茉莉花には冗談だと受け止められてしまった。
封 大虎（ふう・たいこ）
御史台の文官。湖州では身分を偽り胥吏として働いていた。顔が良く人懐っこい性格で、例え他国の相手であっても友人になれるという特技を持つが本人にその自覚はない。茉莉花の親友枠を翔景と争っている。珀陽の手足となって働いてはいるものの友人である茉莉花や翔景と自分を比べてしまい焦りを感じていたが、珀陽から茉莉花は別格で張り合えるのは子星くらいだと指摘され、そのまま兄弟喧嘩に発展している。働き口を求め珀陽を頼るなど珀陽との仲は悪くはない。
本名は「冬虎（とうこ）」。珀陽の異母弟であり皇子である。
苑 翔景（えん・しょうけい）
御史台の文官。真面目な堅物で茉莉花の好敵手。変わった趣味を持つ。天才でありながらまだ足りないと吸収していく子星と茉莉花のことを尊敬しており、茉莉花の親友枠を大虎と争っている。大虎からは頭の良い変態と呼ばれているが気にした様子はない。茉莉花の官吏としての道を応援するため茉莉花に結婚を申し込んだ。茉莉花は子星のことを慕っていると思い込んでいる。

### 白楼国
仁耀（じんよう）
先代皇帝の弟。皇籍を捨て臣下となり禁軍の将軍にまでなった武官。珀陽が同じように皇籍を捨て臣下になるという過程で武科挙試験を受ける時の推薦人となったが天才だった珀陽を恐れた。
黎 天豪（れい・てんごう）
禁軍の将軍。天河の祖父。
挺 蘭香（てい・らんこう）
数少ない女性官吏の一人。「適性があったから」文官を目指したという茉莉花に涙を浮かべ喜び、感謝した。子星に関しては「頼りにするには権力は中途半端、同世代たちにとっては出世の邪魔」と考えているようで「早く汚職して失脚すればいいのに」と言っている。
韋 玉霞（い・ぎょくか）
数少ない女性官吏の一人で部下思いのまっすぐな性格。琵琶が得意だが"女性らしさ"を隠していたのでこれまで積極的に披露することはなかった。ラーナシュの白楼国来訪の際には一時復帰制度を使い一時的に文官として復帰した初めての女性官吏となった。
逍 蘇芳（しょう・すおう）
茉莉花とは太学での学友で定期試験である学試では首席を取り続け、科挙試験では茉莉花を抑え首席の状元で合格している。官吏でも同期。
洞 万源（どう・ばんげん）
湖州の州牧。
女官長
お見合い練習に行く予定だった燕紅琳が体調を崩したためその代理に茉莉花を派遣した張本人。珀陽から、"茉莉花は官吏になりたかったが支援がないため諦めて女官となった"と聞かされたためそれを信じている。
燕 紅琳（えん・こうりん）
燕家のお嬢様。本来天河とお見合い練習する予定だったが体調を崩してしまったため茉莉花が代理でお見合い練習に行くことになった。

### 赤奏国
暁月（あかつき）
声 - 鈴木達央（第1弾） / 佐藤拓也（第2弾）
赤奏国の皇帝。18歳。赤髪に金眼。倣岸不遜な性格を装った他人をきちんと評価できる人物。顔に似合わず仕事好き。白楼国の珀陽に手を借り、破滅へと向かう赤奏国を救うため皇帝位を簒奪した。珀陽のことを"悪徳高利貸し"と呼び嫌っている。莉杏のことは「ちょうどいいから」という軽い理由で皇后に迎えているが、仲も良く、周囲からは仲の良い兄妹のように見られている。妃を侍らせる珀陽を羨ましがる発言をするものの女性にはたいして興味はないようで、莉杏以外の妃を迎えるつもりもない様子。赤奏国で活躍した茉莉花を最高の待遇で引き抜こうとしたが失敗に終わった。海成と結婚させる手も考えて海成に行動させたがそちらも失敗に終わっている。
虂 莉杏（ろ・りあん）
声 - 河野ひより
スピンオフの主人公。赤奏国の皇后。13歳の誕生日に皇后となったばかりの暁月の幼妻。黒髪に翡翠の瞳。素直な性格で暁月のことが大好き。茉莉花のことは友人と思っている。珀陽と茉莉花の仲を応援しており、禁色を目指していた茉莉花に対して海成とともに後押しをする。
舒 海成（じょ・かいせい）
声 - 田丸篤志
赤奏国の文官で吏部侍郎となった青年。暁月により禁色を授けられた未来の宰相。詩歌が得意。茉莉花とは同類で出る杭として打たれないために手を抜いて仕事をしていたが、赤奏国に来た茉莉花を見て考えを改めさせられることに。赤奏国でもし万が一茉莉花が命を落とすようなことがあれば茉莉花の代わりとして白楼国に差し出すと暁月に言われ、その時は仕方ないと言いつつも白楼国の皇帝珀陽とは相性が悪そうだと公言している。茉莉花とは絶対に男女の関係にはならないと主張したが暁月には受け入れてもらえなかった。
虂 登朗（ろ・とうろう）
皇后である莉杏の祖父であり元武官の宰相。暁月に孫の莉杏を人質に取られている。しかしひ孫は楽しみにしている。
翠 進勇（すい・しんゆう）
赤奏国の武官で翠家の嫡男。碧玲とは従兄妹関係。暁月とは幼い頃から交流があった。
翠 碧玲（すい・へきれい）
赤奏国の数少ない女性武官の一人。進勇とは従兄妹関係。皇后になる予定だった姉を亡くしている。そのため莉杏に対し複雑な感情を持っている。
功 双秋（こう・そうしゅう）
赤奏国の武官。暁月が禁軍にいた頃の部下である。いることもいらないこともよく喋る。
沙 泉永（さ・せんえい）
現在は暁月の従者であり、元は文官を目指していた。暁月の乳兄弟。
明煌（めいこう）
元道士で期間限定の赤奏国の皇太子。
翠 木蓮（すい・もくれん）
故人。碧玲の姉。本来皇后になる予定だったが暁月と合流する直前に討たれ亡くなった。

### 叉羅国
ヴァルマ家
ラーナシュ・ヴァルマ・アルディティナ・ノルカウス
叉羅国の司祭でヴァルマ家の当主。王の証、コ・イ・ヌールを所有しており、珀陽に叉羅国の王になってもらうため白楼国を訪れ茉莉花にコ・イ・ヌールを預けた。善意の塊であり善意の押し売りをためらわない性格。白楼国語はまだ完全ではなく茉莉花と二人で白楼国語と叉羅国語を教え合い、会談の際には茉莉花に白楼国語の補助を依頼した。茉莉花に恩があり、バシュルク国では茉莉花の窮地を救ったが、結局のところさらに恩を売られる結果となった。白楼国を訪れる前に立ち寄った赤奏国では生贄として殺されそうになっていた所を偶然通りかかった赤奏国の皇后である莉杏によって助けられた。
マレム
ヴァルマ家の使用人。ラーナシュとともに白楼国語を学んでいた。
アクヒット家
シヴァン・アクヒット・チャダディーバ
叉羅国の司祭でアクヒット家の当主。一人叉羅国の首都に向かう際に襲われた茉莉花を助け、愛人にしようとした。その後、愛人より下働きを希望した茉莉花の望み通り下働きとして雇用し、間諜を誘き出す餌として利用していた。財産を国外に移していることが他家の間諜により王に伝わってしまい罰せられそうになるが、茉莉花の策により助けられた。
間諜やそれに準ずるものを"どぶねずみ"と呼び、茉莉花が白楼国の官吏であるということを明かして以降は"白楼国のどぶねずみ"と呼んでいる。暴言を吐きつつも恩のある茉莉花には協力的であり戸籍の用意など根回しをしてくれるいい人である。
チャナタリ・ムザウル・チャダディーバ
愛人のまとめ役でありシヴァンの右腕。茉莉花が持っていた珀陽から借りた帯飾りのことに触れ、返すか悩む茉莉花に対して珀陽の帯飾りを返さず茉莉花の帯飾りを渡すよう助言した。
ソマラ
アクヒット家の使用人。茉莉花と同室になり最初は警戒していたがすぐ仲良くなり、茉莉花に踊りやビーズを教える。
サミィ
アクヒット家の使用人。茉莉花が使用人たちの真似をしていることに気づきアクヒット家から排除しようとしていた。
カーンワール家
ジャンティ・カーンワール・ウラリッサ
叉羅国の司祭でカーンワール家の当主。

### 黒槐国
黒の皇帝
黒槐国の皇帝。神経質な性格であり、被害妄想もあった。
影傑（えいけつ）
黒槐国の皇太子。三ヵ国会談に出席していた。
華 清源（か・しんげん）
黒槐国の副三司使。三ヵ国会談に出席していた。茉莉花に一目置いている。
寛 衙悠（かん・ごゆう）
冬虎が琵琶の指導を受けるため黒槐国を訪問した際の琵琶の師匠。
礎 犀興（そ・さいこう）
黒槐国の武官。黒槐国を訪れた茉莉花たちの警護をしていた。茉莉花の策略に引っかかりうまく利用された。

### バシュルク国
アシナリシュ・テュラ
通称「アシナ」。軍事顧問官であり異国人である茉莉花の監視のため、傭兵学校三年生に所属していた。イルとは遠い親戚にあたる。茉莉花の頭の中に茉莉花が作り出した自分がいることを知り、自分の行動を予測させたがその精度に驚きを隠せなかった。茉莉花の策略にはまり、バシュルク国を救った茉莉花を信仰してしまった。
イル・オズト
傭兵。茉莉花監視のため傭兵学校二年生に所属し、茉莉花とは同室だった。茉莉花と友達になったが、茉莉花の性格から傭兵には向いていないと感じていた。ムラッカ国による襲撃の際、茉莉花は異国人の避難所に避難していたことになっており、イルには内緒で茉莉花はアシナと行動していた。茉莉花の帰国は快く送り出してくれた。
クバト・ギール
傭兵の隊長。アシナの紹介で茉莉花から雇われることに。茉莉花のことは異国の軍師かと勘違いしていた。
ロディン・ジェム
傭兵の副隊長。部隊内で唯一ムラッカ語が分かるため茉莉花と行動することになった。クバトと同じく茉莉花のことを異国の軍師かと勘違いしていた。

### ムラッカ国
ケルキール・エフラム
ムラッカ軍の将軍。慎重な人物であるが故に茉莉花の言葉を深読みしてしまった。

## 用語
天庚国（てんこうこく）
かつて黄龍を守護神獣としていた大国。
大陸内の覇権争いが始まったきっかけに国が4つに割れ、白楼国、赤奏国、黒槐国、采青国となった。
白楼国（はくろうこく）
西に位置する白虎を守護神獣とする国。皇帝「珀陽」が治める。寛容と共存、多様性を重んじる気風。
月長城（げっちょうじょう）
白楼国の首都にある城。初代皇帝が建てた宮殿。
湖州（こしゅう）
白楼国の北西部に位置する。黒槐国やシル・キタン国と隣接している。
赤奏国（せきそうこく）
南に位置する朱雀を守護神獣とする国。皇帝「暁月」が治める。
黒槐国（こくかいこく）
北に位置する玄武を守護神獣とする国。
采青国（さいせいこく）
東に位置する青龍を守護神獣とする国。
シル・キタン国
白楼国の隣国。
叉羅国（さーらこく）
南の大国。二重王朝が続いていた。異国人を嫌う風習。
バシュルク国
山に囲まれた要塞都市。穀物を育てるための土地が少なく食糧は他国に頼っている。傭兵業を主な産業としている。

## 評価
少女小説研究を行う嵯峨景子は、「自らの能力で将来を切り開いていく少女」を描いた作品群の中において、「能力を活かして思考する少女を描く誠実さ」という点に関しては本作が群を抜いていると評している。

## 既刊一覧

### 小説
- 石田リンネ（著） / Izumi（イラスト） 『茉莉花官吏伝』 KADOKAWA〈ビーズログ文庫〉、既刊17巻（2025年4月15日現在）
  1. 「皇帝の恋心、花知らず」2017年7月15日初版発行（同日発売[8]）、ISBN 978-4-04-734704-5
  2. 「百年、玉霞を俟つ」2017年12月15日初版発行（同日発売[9]）、ISBN 978-4-04-734705-2
  3. 「月下賢人、堂に垂せず」2018年4月13日初版発行（同日発売[10]）、ISBN 978-4-04-735087-8
  4. 「良禽、茘枝を択んで棲む」2018年8月10日初版発行（同日発売[11]）、ISBN 978-4-04-735088-5
  5. 「天花恢恢疎にして漏らさず」2019年2月15日初版発行（同日発売[12]）、ISBN 978-4-04-735490-6
  6. 「水は方円の器を満たす」2019年5月15日初版発行（同日発売[13]）、ISBN 978-4-04-735489-0
  7. 「恋と嫉妬は虎よりも猛し」2019年10月15日初版発行（同日発売[14]）、ISBN 978-4-04-735779-2
  8. 「三司の奴は詩をうたう」2020年3月15日初版発行（同日発売[15]）、ISBN 978-4-04-735780-8
  9. 「虎穴に入らずんば同盟を得ず」2020年11月14日初版発行（同日発売[16]）、ISBN 978-4-04-736407-3
  10. 「中原の鹿を逐わず」2021年5月14日初版発行（同日発売[17]）、ISBN 978-4-04-736574-2
  11. 「其の才、花と共に発くを争うことなかれ」2021年11月15日初版発行（同日発売[18]）、ISBN 978-4-04-736842-2
  12. 「歳歳年年、志同じからず」2022年3月15日初版発行（同日発売[19]）、ISBN 978-4-04-736953-5
  13. 「十年飛ばず鳴かず」2022年10月15日初版発行（同日発売[20]）、ISBN 978-4-04-737212-2
  14. 「壺中の金影」2023年3月16日初版発行（同日発売[21]）、ISBN 978-4-04-737402-7
  15. 「珀玉来たりて相照らす」2023年10月14日発売[22]、ISBN 978-4-04-737687-8
  16. 「待てば甘露の日和あり」2024年5月15日発売[23]、ISBN 978-4-04-737963-3
  17. 「百聞は一験に如かず」2025年4月15日発売[24]、ISBN 978-4-04-738351-7
- 石田リンネ（原作） / Izumi（イラスト） 『十三歳の誕生日、皇后になりました。』 KADOKAWA〈ビーズログ文庫〉、全10巻
  1. 2018年10月15日発売[25]、ISBN 978-4-04-735324-4
  2. 2019年8月15日発売[26]、ISBN 978-4-04-735608-5
  3. 2020年6月15日発売[27]、ISBN 978-4-04-736145-4
  4. 2020年11月14日発売[28]、ISBN 978-4-04-736146-1
  5. 2021年7月15日発売[29]、ISBN 978-4-04-736694-7
  6. 2022年3月15日発売[30]、ISBN 978-4-04-736954-2
  7. 2022年7月15日発売[31]、ISBN 978-4-04-737103-3
  8. 2023年5月15日発売[32]、ISBN 978-4-04-737488-1
  9. 2024年1月15日発売[33]、ISBN 978-4-04-737791-2
  10. 2024年10月15日発売[34]、ISBN 978-4-04-738138-4

### 漫画
- 高瀬わか（作画） / 石田リンネ（原作） / Izumi（キャラクター原案） 『茉莉花官吏伝〜後宮女官、気まぐれ皇帝に見初められ〜』 秋田書店〈プリンセスコミックス〉、既刊11巻（2025年4月16日現在）
  1. 2019年5月25日初版発行（5月16日発売[35]）、ISBN 978-4-253-27456-2
  2. 2020年3月25日初版発行（3月16日発売[36]）、ISBN 978-4-253-27457-9
  3. 2020年11月25日初版発行（11月16日発売[37]）、ISBN 978-4-253-27458-6
  4. 2021年7月25日初版発行（7月15日発売[38]）、ISBN 978-4-253-27459-3
  5. 2022年3月25日初版発行（3月16日発売[39]）、ISBN 978-4-253-27460-9
  6. 2022年10月25日初版発行（10月14日発売[40]）、ISBN 978-4-253-27461-6
  7. 2023年3月25日初版発行（3月16日発売[41]）、ISBN 978-4-253-27462-3
  8. 2023年9月25日初版発行（9月14日発売[42]）、ISBN 978-4-253-27463-0
  9. 2024年4月25日初版発行（4月16日発売[43]）、ISBN 978-4-253-27464-7
  10. 2024年10月16日発売[44]、ISBN 978-4-253-27465-4
  11. 2025年4月16日発売[45]、ISBN 978-4-253-27466-1
- 青井みと（作画） / 石田リンネ（原作） / Izumi（キャラクター原案） 『十三歳の誕生日、皇后になりました。』 秋田書店〈プリンセスコミックス〉、既刊7巻（2024年11月15日現在）
  1. 2020年11月16日発売[46]、ISBN 978-4-253-27436-4
  2. 2021年7月15日発売[47]、ISBN 978-4-253-27437-1
  3. 2022年3月16日発売[48]、ISBN 978-4-253-27438-8
  4. 2022年11月16日発売[49]、ISBN 978-4-253-27439-5
  5. 2023年7月13日発売[50]、ISBN 978-4-253-27440-1
  6. 2024年3月14日発売[51]、ISBN 978-4-253-27442-5
  7. 2024年11月15日発売[52]、ISBN 978-4-253-27449-4